# 羚松鼠屬
羚松鼠屬（哈氏羚松鼠），哺乳綱、囓齒目、松鼠科的一屬，而與羚松鼠屬（哈氏羚松鼠）同科的動物尚有旱地松鼠屬（旱地松鼠）、麗松鼠屬（白麗松鼠）等之數種哺乳動物。